# Angles-sur-l'Anglin
Angles-sur-l'Anglin är en kommun i departementet Vienne i regionen Nouvelle-Aquitaine i västra Frankrike. Kommunen ligger i kantonen Saint-Savin som tillhör arrondissementet Montmorillon. År 2022 hade Angles-sur-l'Anglin 362 invånare.

## Befolkningsutveckling
Antalet invånare i kommunen Angles-sur-l'Anglin
| Referens: INSEE |